# Streptococcus thermophilus
Streptococcus thermophilus, früher auch Streptococcus salivarius subsp. thermophilus (Orla-Jensen, 1919) genannt, da als Unterart von Streptococcus salivarius betrachtet, ist ein gram-positives, fakultativ anaerobes und kugelförmiges Milchsäurebakterium.
In Bergey’s Manual wird Streptococcus thermophilus als zugehörig zur Viridans-Gruppe beschrieben, die sich durch folgende Merkmale auszeichnet: Wachstum bei 45 °C, nicht bei 10 °C; kein Wachstum bei Nährböden mit 6,5-prozentiger Kochsalzlösung, bei pH 9,6 oder mit 0,1 % Methylenblau, schwache Reduktion von Lackmusmilch und fehlende Ammoniakbildung bei Peptonen. Streptococcus thermophilus wächst auch nicht bei 2,0-prozentiger Kochsalzlösung. Es vergärt Saccharose und Lactose.
Es findet sich in fermentierten Milchprodukten wie Joghurt und einigen Käsesorten (z. B. Emmentaler und Mozzarella), aber auch in veganen Alternativen wie Sojajoghurt.
Als Starterkultur bei der Herstellung von Joghurt und Skyr wird das Bakterium gemeinsam mit Lactobacillus delbrueckii subsp. bulgaricus verwendet.
Streptococcus thermophilus wird als Probiotikum betrachtet und kann zum Beispiel antibiotika-assoziierte Diarrhoe lindern.